# Бродаты, Лев Григорьевич
Лев Григорьевич Бродаты (1889—1954) — советский график, иллюстратор, плакатист, карикатурист. Заслуженный деятель искусств РСФСР (1945).

## Биография
Родился в многодетной еврейской семье. Учился в Вене: в 1905 году — в студии Давида Кона (1861—1922), известного в то время австрийского художника и педагога, в средней школе рисования и живописи (1906–1909) и в Венской академии изящных искусств, где проучился год, и оставил академию из-за материальных затруднений. По мнению некоторых современников, во время жизни в Вене Лев Бродаты был хорошо знаком с Адольфом Гитлером.
До Первой мировой войны Бродаты работал в Берлине, Вене, Кракове, Варшаве — рисовал карикатуры для журналов, писал портреты, занимался живописью. Принимал участие в революционном движении, и в 1914 году был арестован, выслан в Тверь, затем на поселение в Вологду. 
С 1916 года — в Петрограде, в 1919 году в рядах Красной Армии принимал участие в обороне Петрограда. Организатор одного из первых советских сатирических журналов «Красный дьявол» (1918–1919). В 1919–1921 годах Бродаты работал в Петроградском объединении «Окна РОСТА», рисовал карикатуры для журналов и газет — для газеты «Правда», журналов «Мухомор» (1922–1923), «Бегемот» (1924–1928), «Смехач» (1924–1928). В 1928–1930 годах преподавал в ленинградском ВХУТЕИНе.
В 1929 году вступил в «Общество живописцев». С 1931 года Лев Бродаты — постоянный сотрудник журнала «Крокодил», а с 1932 года — заведующий художественной частью журнала. Он участвовал в выставках — группы «Л’Аренье» («Паук») в Париже (1925); «Карикатура на службе социалистического строительства» (1932); «Художники РСФСР за XV лет» (1933); московских мастеров советской сатиры (1937); Всесоюзных художественных выставках (1939, 1949, 1952, 1954) и др. 
В 1944 году в Москве прошла его персональная выставка. 
Работал в области книжной иллюстрации, сотрудничая с издательствами «Художественная литература», Гослитиздат, Военное издательство, «Молодая гвардия» и «Московский рабочий»; иллюстрировал «Гроздья гнева» Дж. Стейнбека, «Кентерберийские рассказы» Д. Чосера; рисунок к «Финансисту» Т. Драйзера был его последней работой — он сделан за три дня до смерти.
Произведения Льва Григорьевича находятся в ГМИИ им. А.С. Пушкина, Государственной Третьяковской галерее, Российской государственной библиотеке, частных российских и зарубежных коллекциях.
Похоронен в Москве на Введенском кладбище, родственное захоронение  на  участке № 8.

## Альбом
- Мастера советской карикатуры. Лев Бродаты Архивная копия от 26 января 2021 на Wayback Machine. — М.,Советский художник, 1990 г. — 64 стр. Тираж 43000.